# Pink Pistols
A Pink Pistols é uma organização de direitos de armas para a comunidade LGBTQ nos Estados Unidos e Canadá. O lema deles é "Pick on someone your own caliber" ("Escolha alguém do seu calibre").

## Histórico
Inspirado por um artigo do Salon.com escrito por Jonathan Rauch, Krikket (também conhecido como Doug Krick), um ativista libertário de Illinois que vivia em Massachusetts, fundou a Pink Pistols em julho de 2000. A organização tinha ao menos 45 seções, em outubro de 2014. Essas seções ("chapters") estão localizadas em 33 estados e três países que são compostos principalmente de indivíduos da comunidade LGBT proprietários de armas, embora nenhum dos status seja obrigatório para a adesão.
A orientação política dos membros da Pink Pistols é considerada incomum devido à percepção popular nos Estados Unidos da posse de armas de fogo como uma "questão conservadora" e da sexualidade como uma "questão liberal". No entanto, não há nada dentro de nenhuma dessas duas questões que seja mutuamente exclusivo e uma variedade de outras organizações pró-armas existem para grupos não tipicamente associados aos direitos das armas (por exemplo, os "Democratas pela Segunda Emenda").
As atividades da Pink Pistols incluem visitas a estandes de tiro e ativismo político. O grupo ocasionalmente produz boletins sobre políticos, avaliando sua posição em questões de interesse dos membros. De acordo com o site "pinkpistols.org":

Os Pink Pistols se reúnem pelo menos uma vez por mês em estandes de tiro locais para praticar tiro e para familiarizar as pessoas que não conhecem armas de fogo. Nós o ajudaremos a selecionar uma arma de fogo, adquirir uma licença e receber treinamento adequado para seu uso seguro e legal para autodefesa. Quanto mais pessoas souberem que membros de nossa comunidade podem estar armados, menos provável que eles nos escolham para o ataque.

O símbolo da Pink Pistols consiste em uma visão aérea de um pictograma de uma pessoa mirando uma arma curta em uma posição isósceles sobreposta em um triângulo rosa. O triângulo rosa, agora um símbolo do orgulho LGBT e dos direitos LGBT, era originalmente um "emblema de vergonha" que as vítimas homossexuais dos campos de concentração nazistas foram forçadas a usar durante o Holocausto.
De acordo com a porta-voz da entidade, Gwen Patton, "Não queremos que as pessoas nos machuquem, queremos que as pessoas fujam de nós, e a melhor maneira que encontramos de fazer isso é estar armado". Patton também afirmou que: "os Pink Pistols tendem a obter uma resposta melhor de defensores de armas de fogo do que de homossexuais".
O número de membros do grupo aumentou de 1.500 para 4.500 na semana após o tiroteio na boate de Orlando em 2016. Em 24 de junho de 2016, o número de membros era de mais de 7.000 e havia 36 seções em todo o país. O grupo experimentou um aumento adicional no interesse após a eleição de Donald Trump para a presidência no final daquele ano. Em abril de 2017, o grupo divulgou uma adesão de mais de 9.000.
Em 23 de setembro de 2018, a mulher trans Erin Palette se tornou a nova presidente da Pink Pistols.